# Мелина (Добретићи)
Мелина је насељено место у Босни и Херцеговини у општини Добретићи. Административно припада Федерацији Босне и Херцеговине, односно њеном Средњобосанском кантону. Према попису становништва из 2013. у насељу је било 305 становника, а већинску популацију у насељу чинили су Хрвати.
До 1992. село се налазило у саставу некадашње општине Скендер Вакуф чији највећи део је ушао у састав Републике Српске где је организован као општина Кнежево.

## Становништво
По последњем службеном попису становништва из 2013. године у насељу Мелина живело је 305 становника, а село је било етнички хомогено са већинском хрватском популацијом. По броју становника било је то уједно и највеће насељено место на подручју општине Добретићи.
| Националност | 2013. | 1991.        | 1981.        | 1971.        |
| Хрвати       | —     | 490 (100,0%) | 756 (99,47%) | 762 (98,58%) |
| Срби         | —     | 0            | 4 (0,52%)    | 10 (1,29%)   |
| Бошњаци      | —     | 0            | 0            | 0            |
| остали       | —     | 0            | 0            | 0            |
| Укупно       | 305   | 490          | 760          | 773          |